# Cupido menut
El cupido menut (Cupido minimus) és una espècie de lepidòpter papilionoïdeu de la família dels licènids (Lycaenidae) present als Països Catalans.

## Distribució
S'estén per gran part d'Europa, des del centre de la península Ibèrica fins a les illes Britàniques, nord de Noruega, sud de Finlàndia, nord-oest de Rússia, península Itàlica, Balcans i Grècia, així com a l'Àsia fins a Mongòlia i l'Amur. Absent de les principals illes mediterrànies, excepte Sicília, Corfú i Cos. A la península Ibèrica ocupa sobretot zones muntanyoses del centre i nord. A Catalunya es troba en les principals zones muntanyoses, sent absent de les grans planes agrícoles com l'Empordà, Depressió Central i Delta de l'Ebre, així com de la franja litoral.

## Descripció
Envergadura alar d'entre 17 i 22 mm. Sense diformisme sexual. Anvers de color marró amb algunes escates blaves a la part basal que poden aparèixer ocasionalment. Revers de color gris amb la base tacada d'escates blaves. L'ala anterior presenta una sèrie de petits punts negres vorejats de blanc a la part exterior i una taca negra allargada i aïllada més propera a la base. Ala posterior amb una sèrie de punts negres similars als de l'ala anterior, però disposats irregularment, així com dues o tres taques negres més properes a la base.

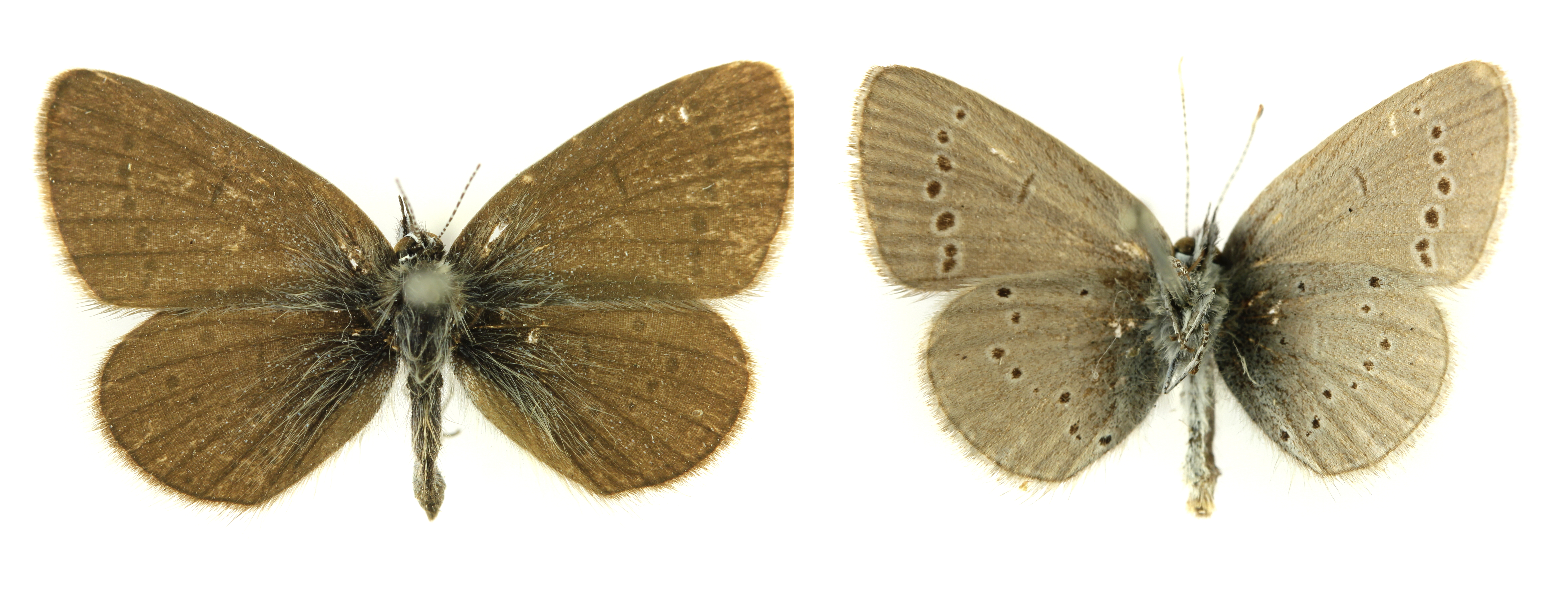
Anvers i revers

## Hàbitat
Àrees herbades obertes, vessants rocosos assolellats, barrancs i clarianes, principalment sobre substrat calcari. Rang altitudinal des dels 50 m fins als 2800 m. L'eruga s'alimenta de diverses espècies de fabàcies, sobretot de la vulnerària (Anthyllis vulneraria).

## Període de vol i hibernació
D'acord amb la localitat i l'altitud, vola en una generació entre abril i juliol o en dues generacions, la primera entre abril i juny i la segona entre juliol i setembre. En anys molt secs, la segona generació es pot endarrerir o ser fins i tot absent a causa de la dessecació de la planta nutrícia. Hiberna com a eruga.

## Comportament
En zones muntanyoses, els adults es poden aplegar en grans concentracions sobre el sòl humit per tal de beure. Les femelles ponen els ous sobre les flors de la seva planta nutrícia, habitualment a la base del calze. Aquest és perforat per les erugues per accedir a les llavors, de les quals s'alimenten. Es tracta d'una espècie mirmecòfila facultativa, les erugues de la qual s'associen gairebé sempre amb diverses espècies de formiga, com ara Lasius alienus, Lasius niger, Formica fusca, Formica rubra, Formica rubribarbis, Myrmica rubra o Plagiolepis vindobonensis.

## Espècies ibèriques similars
- Cuetes (Cupido alcetas)
- Cuetes de taques taronges (Cupido argiades)
- Cupido carswelli
- Cupido lorquinii
- Cupido blau (Cupido osiris)

## Galeria

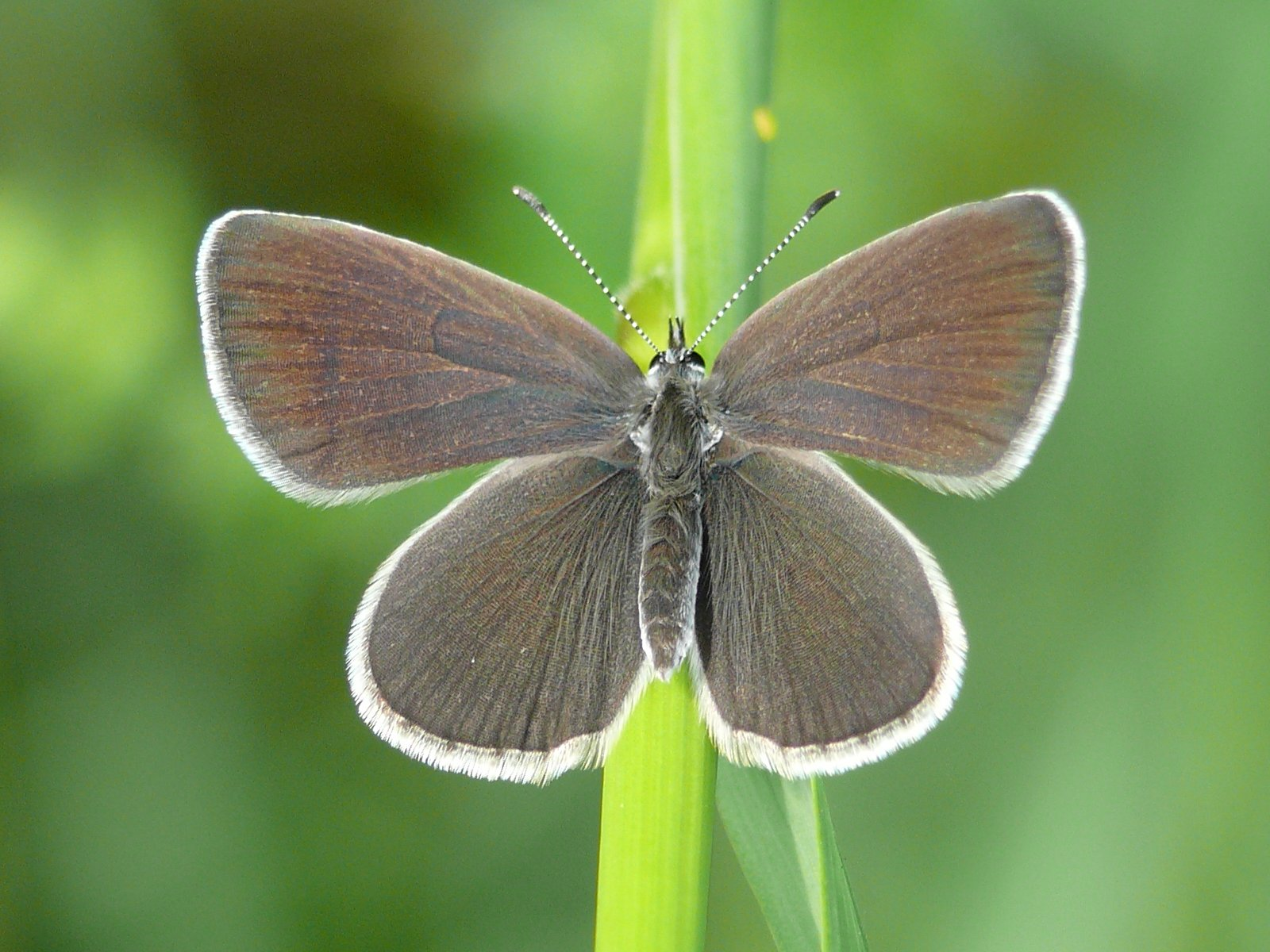
Anvers d'un adult
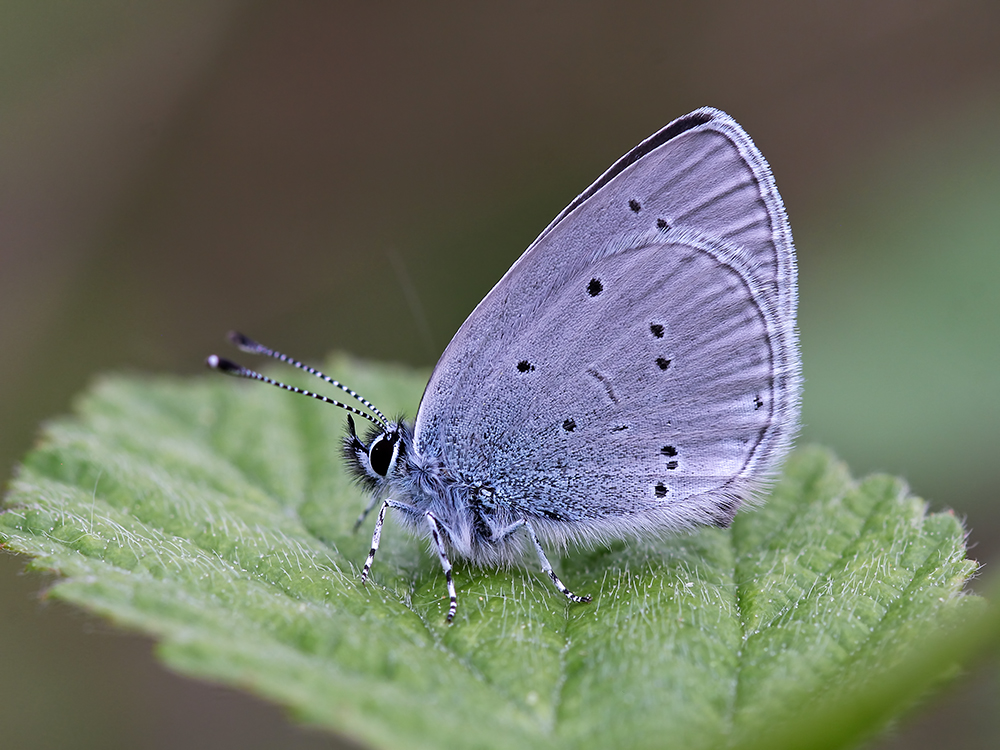
Revers d'un adult
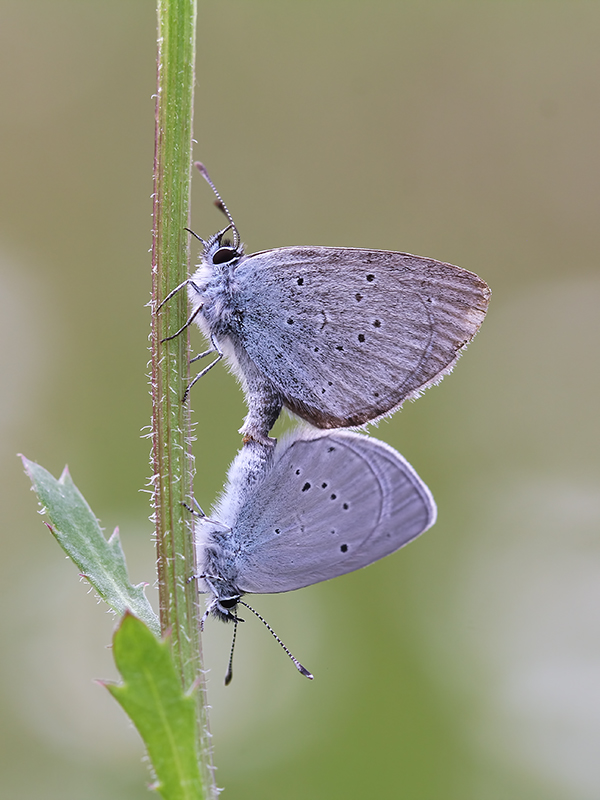
Aparellament
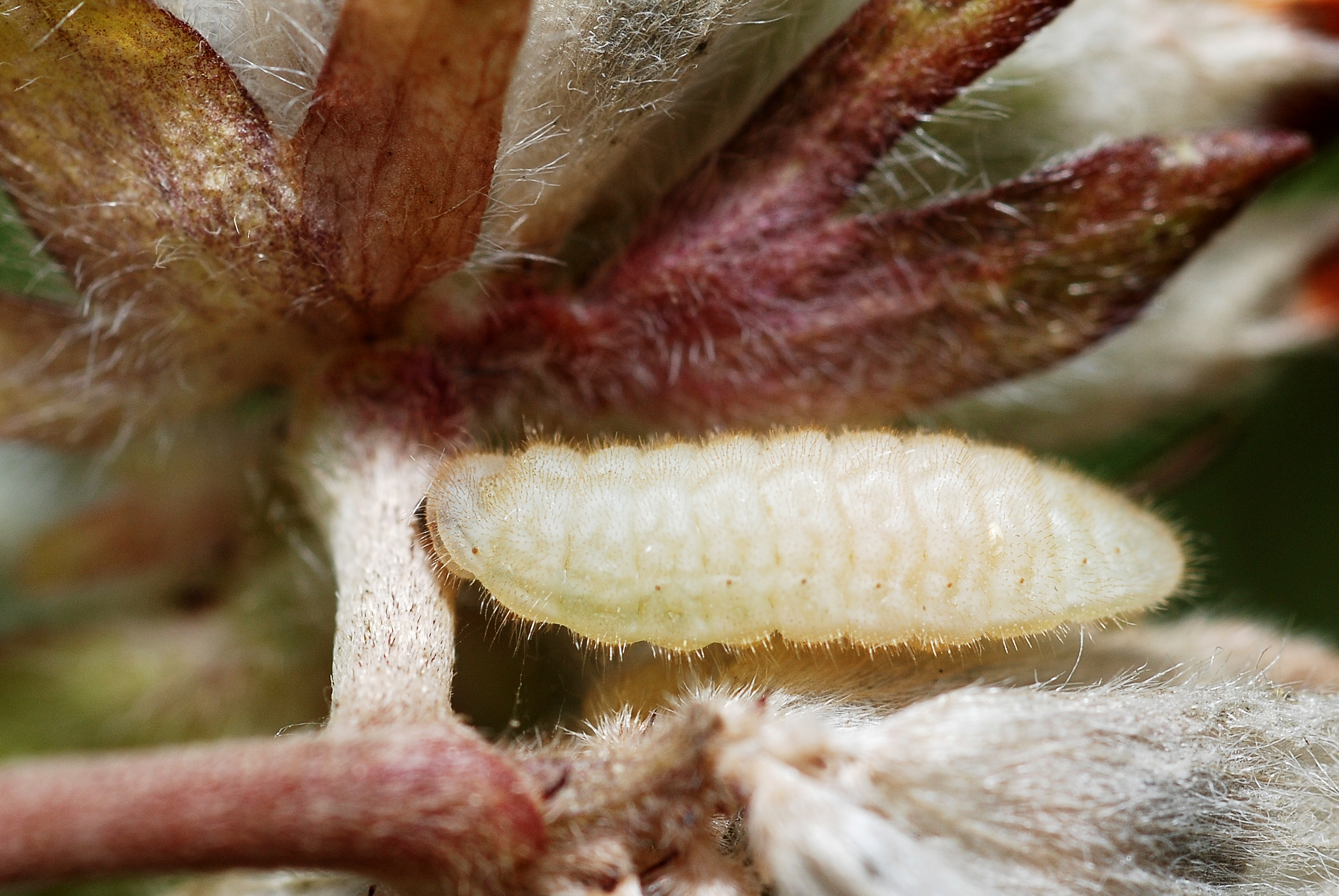
Eruga
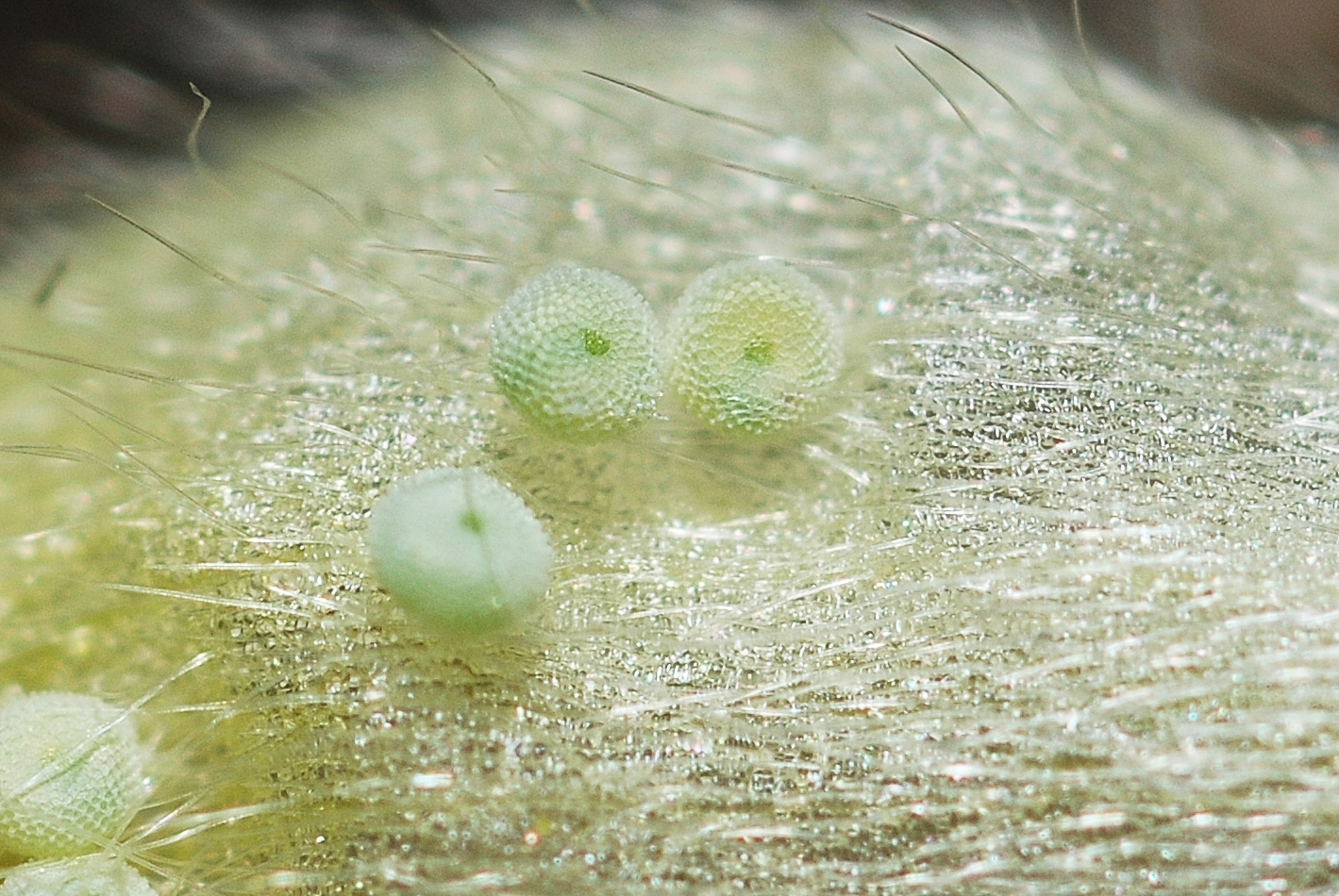
Detall dels ous